# 阿布蛤属
阿布蛤属（學名：Abrina）是軟體動物門雙殼綱簾蛤目唱片蛤科旗下的一個屬，所有物種均在海洋生活。
WoRMS不承認阿布蛤屬，認為只是團結蛤屬的異名。

## 分類
以下為阿布蛤属的部分物種：
- 海南阿布蛤 Abrina hainanensis
- 瘦阿布蛤 Abrina inanis Prashad, 1932[3]
- 金丸阿布蛤 Abrina kanamarui Kuroda, 1951
- 卵圆阿布蛤 Abrina kinoshitai Kuroda et Habe, 1958
- 小月阿布蛤 Abrina lunella Gould, 1861：又名月光唱片蛤[4]
- 大阿布蛤 Abrina magna
- 西伯格阿布蛤 Abrina sibogai (Prashad, 1932) [5]
- 苍鹰团结蛤 Abrina soyoae：又名蒼鷹唱片蛤[6]